# Theodor Aman
Pour les articles homonymes, voir Aman.
Theodor Aman, né à Câmpulung le 20 mars 1831 et mort à Bucarest le 19 août 1891, est un peintre et graveur roumain d’origine arménienne, partie prenante de la renaissance culturelle roumaine.

## Biographie
Theodor Aman est l’élève de Constantin Lecca (en) et de Carol Wallenstein de Vella (en) à Craiova et Bucarest, puis de Michel Martin Drolling et de François Édouard Picot, à Paris, en 1850 et 1851. Après avoir exposé au Salon de 1853, il se rend à Constantinople, puis en Crimée, et commence à produire de grandes compositions historiques dont les thèmes sont en résonance avec les aspirations nationalistes roumaines. En 1855, sa Bataille de l’Alma figure à l’Exposition universelle de Paris. 
De retour en Valachie, il est anobli par le prince Barbu Démètre Știrbei, qui lui accorde une bourse pour lui permettre de poursuivre ses études en France. C’est ainsi qu’il fréquente en 1856 les artistes de l’école de Barbizon, dont la manière de peindre les paysages et les portraits exerce une influence décisive sur son style. Après un court séjour à Rome, il revient en Valachie et fonde avec Gheorghe Tattarescu en 1863 l’Université nationale d'art de Bucarest, qu’il dirige jusqu’à sa mort en 1891.
Graveur à l'eau-forte et sur bois, il est, entre autres, le correspondant roumain de la Société de peintres-graveurs à l'eau-forte fondée par l'éditeur et marchand Alfred Cadart : il lui livre huit pièces pour L'Illustration nouvelle (1868-1881).
Les œuvres d'Aman, peintre de genre et d'histoire, sont maintenant conservées à Bucarest au musée Théodor Aman.

## Galerie

Œuvres de Theodor Aman
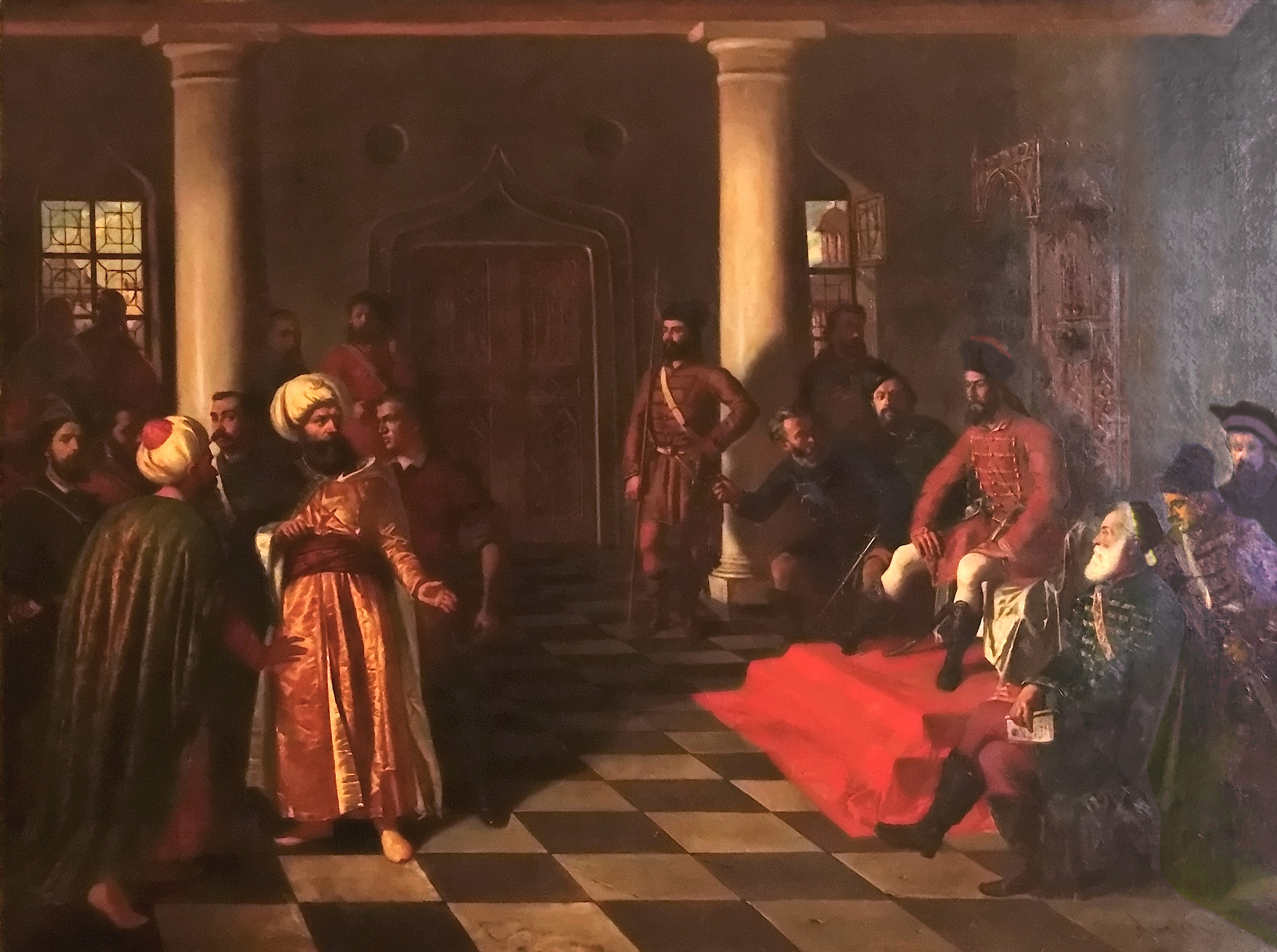
Vlad l'Empaleur et les plénipotentiaires turcs (1861-1864), Bucarest, musée national d'Art de Roumanie.
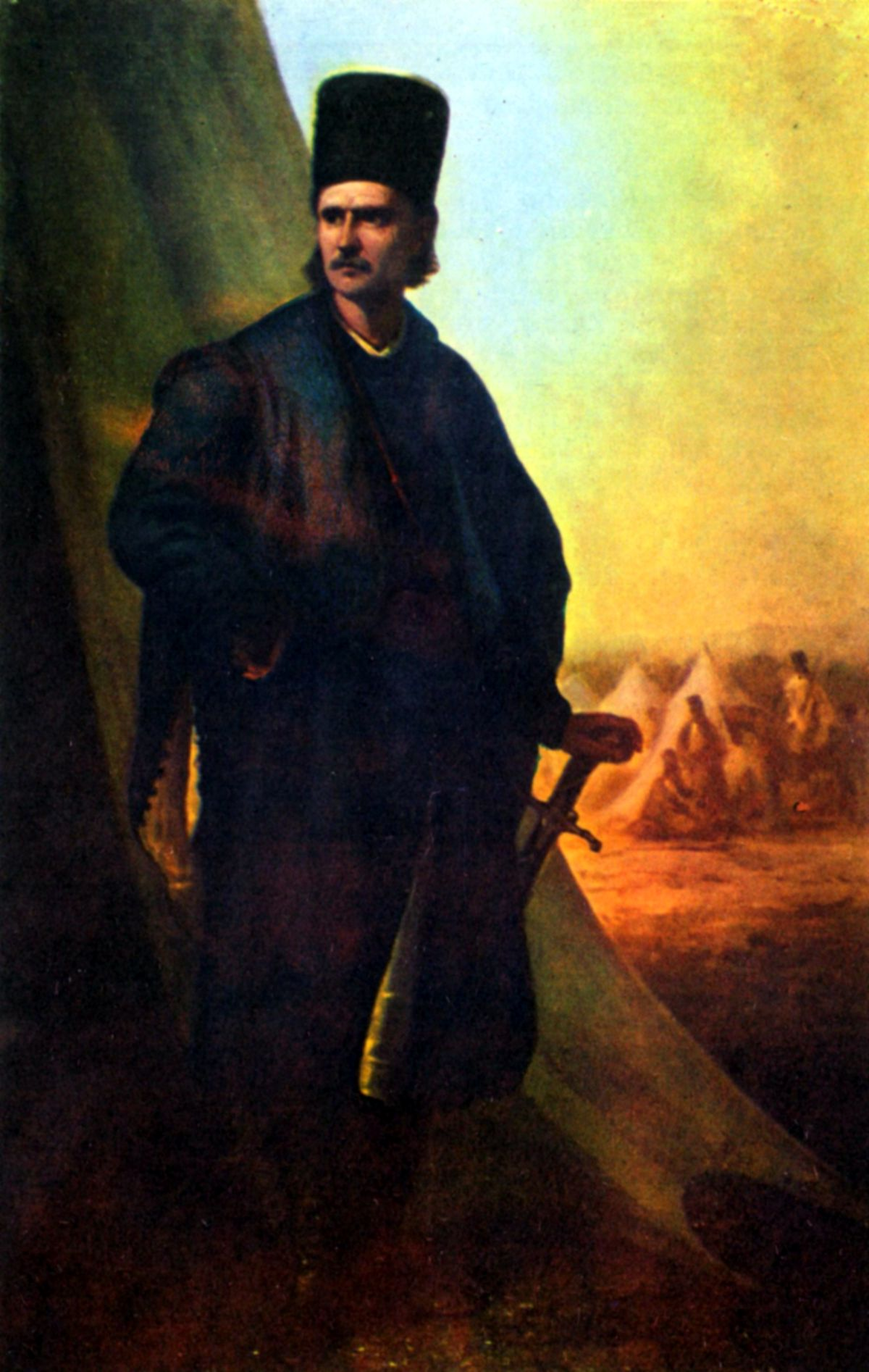
Tudor Vladimirescu (1874-76), non localisé.
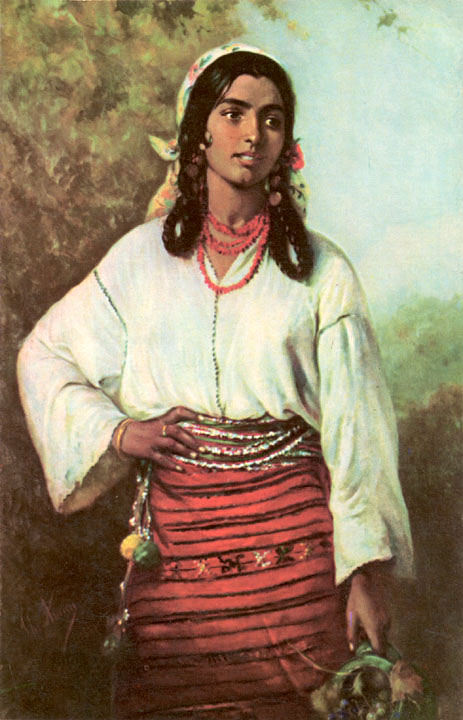
Jeune fille tsigane (1884), musée national d'Art de Roumanie.
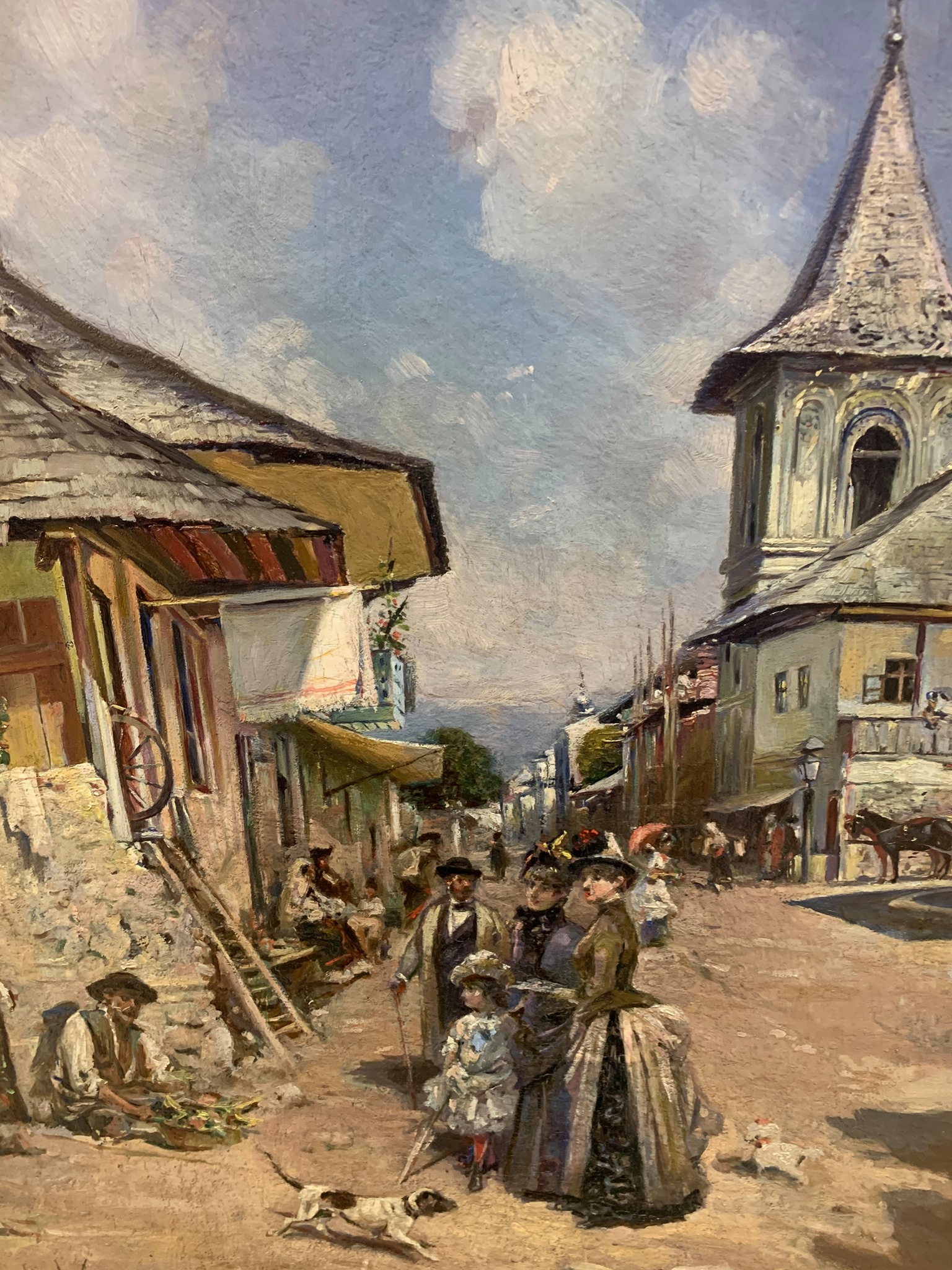
Rue de Câmpulung (1875), musée national d'Art de Roumanie.
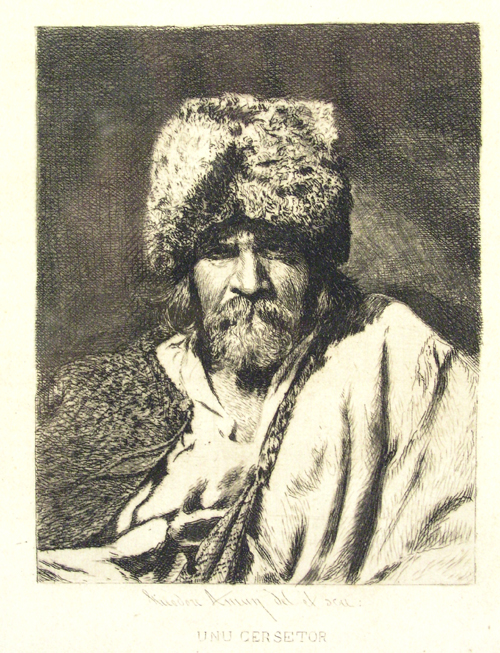
Cerșetor (« mendiant »), non localisé.
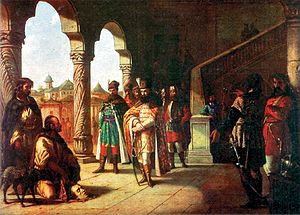
Les Sicules apportent la tête du cardinal André Báthory à Michel le Brave, non localisé.